# كريكان
كريكان هي قرية في مقاطعة سلماس، إيران. يقدر عدد سكانها بـ 222 نسمة بحسب إحصاء 2016.